# Dendropsophus anceps
Dendropsophus anceps é uma espécie de anura da família Hylidae.
É endémica do Brasil.